# Trachelyichthys
Trachelyichthys is een geslacht van straalvinnige vissen uit de familie van de houtmeervallen (Auchenipteridae).

## Soorten
- Trachelyichthys decaradiatus Mees, 1974
- Trachelyichthys exilis Greenfield & Glodek, 1977